# Xya
Xya är ett släkte av insekter. Xya ingår i familjen Tridactylidae.

## Dottertaxa tillXya, i alfabetisk ordning[1]
- Xya albiantennata
- Xya albigenata
- Xya albipalpis
- Xya ancarafantsika
- Xya apicicornis
- Xya atra
- Xya aurantipes
- Xya capensis
- Xya castetsi
- Xya crassicornis
- Xya curta
- Xya descampsi
- Xya donskoffi
- Xya elytromaculata
- Xya festiva
- Xya frontomaculatus
- Xya harzi
- Xya hauseri
- Xya hieroglyphicus
- Xya huxleyi
- Xya iberica
- Xya indica
- Xya inflata
- Xya japonica
- Xya londti
- Xya mahakali
- Xya manchurei
- Xya maraisi
- Xya marmorata
- Xya minor
- Xya muta
- Xya nanutarrae
- Xya nigraenea
- Xya nigripennis
- Xya nitobei
- Xya nobile
- Xya opaca
- Xya pfaendleri
- Xya pronotovirgata
- Xya pseudomuta
- Xya pulex
- Xya punctata
- Xya quadrimaculata
- Xya riparia
- Xya royi
- Xya schoutedeni
- Xya smithersi
- Xya subantarctica
- Xya tumbaensis
- Xya uamensis
- Xya unicolor
- Xya univenata
- Xya variegata
- Xya vicheti